# Rhododendron vanderbiltianum
Rhododendron vanderbiltianum är en ljungväxtart som beskrevs av Elmer Drew Merrill. Rhododendron vanderbiltianum ingår i släktet rododendron, och familjen ljungväxter. Inga underarter finns listade i Catalogue of Life.